# تصنيف مراحل سرطان القولون
تصنيف مراحل سرطان القولون هو تقدير لمقدار اختراق أو نفاذ أو انتشار السرطان. يجريه الأطباء لأغراض التشخيص والبحث وتحديد أفضل طريقة لعلاج سرطان محدد. تعتمد أنظمة تصنيف سرطانات القولون والمستقيم على مدى الغزو المحلي، ودرجة تورط العقدة الليمفاوية وما إذا كان هناك نقائل بعيدة.
لا يمكن إجراء التصنيف النهائي إلا بعد الجراحة والتشريح المرضي لسرطان القولون والمستقيم. قد يكون الاستثناء لهذا المبدأ بعد استئصال سليلة القولون بالمنظار من ورم خبيث معنّق مترافق مع الحد الأدنى من الغزو. يمكن تصنيف سرطان المستقيم قبل الجراحة باستخدام الموجات فوق الصوتية بالمنظار. يجب إجراء فحوص الموجات فوق الصوتية على البطن، والتصوير بالرنين المغناطيسي، والتصوير المقطعي المحوسب، والتصوير المقطعي بالإصدار البوزيتروني، ودراسات التصوير الأخرى من أجل التصنيف الإضافي للنقائل.

## تصنيف TNM
أشيع طريقة تصنيف ورمي هي طريقة TNM (للأورام والعقد والنقائل)، من اللجنة الأمريكية المشتركة للسرطان. تعيّن هذه الطريقة رقمًا بناءً على ثلاث فئات. يشير الحرف «T» إلى درجة غزو جدار الأمعاء، و«N» إلى درجة إصابة العقدة الليمفاوية، و«M» إلى درجة انتشار الورم الخبيث. قد يكون تصنيف اللجنة المشتركة الشاملة هو تصنيف أقصر لمرحلة TNM، وعادة ما تأخذ أرقام I، II، III، IV مشتقة من قيم TNM المجمعة حسب الإنذار. يشير الرقم الأعلى إلى سرطان أكثر تقدمًا وإلى نتيجة أسوأ. فيما يلي النسخة الثامنة التي صدرت عام 2017:

### الورم (T)
تُستخدم الأرقام من 0 إلى 4، مع المجموعات الفرعية، لوصف أعمق امتداد للورم:
- TX: لا يمكن تقييم الورم البدئي.
- T0: لا يوجد دليل على وجود سرطان في القولون أو المستقيم.
- Tis: سرطان في الموقع، توجد الخلايا السرطانية فقط في الظهارة أو الصفيحة المخصوصة.
- T1: يمتد نمو الورم حتى الطبقة تحت المخاطية.
- T2: يمتد نمو الورم حتى الطبقة العضلية.
- T3: يمتد نمو الورم من خلال الطبقة العضلية وتحت المصلية، أو في الأنسجة المحيطة بالقولون أو المستقيم (ولكن لا تصل إلى الصفاق الحشوي أو الأعضاء المحيطة).
- T4a: يمتد نمو الورم حتى سطح الصفاق الحشوي.
- T4b: يصل النمو الورمي إلى أعضاء أو أجهزة أخرى.

### العقد الليمفاوية (N)
تُستخدم الأرقام من 0 إلى 2 والمجموعات الفرعية لوصف إصابة العقدة الليمفاوية:
- NX: لا يمكن تقييم الغدد الليمفاوية المحيطة.
- N0: لا يوجد دليل على انتشار الورم إلى الغدد الليمفاوية المحيطة.
- N1a: توجد خلايا ورمية في عقدة ليمفاوية محيطة واحدة.
- N1b: الخلايا السرطانية الموجودة في عقدتين أو ثلاثة عقد ليمفاوية محيطة.
- N1c: توجد عقيدات سرطانية بالقرب من القولون لا يبدو أنها عقد ليمفاوية.
- N2a: الخلايا السرطانية موجودة في 4 إلى 6 عقد ليمفاوية محيطة.
- N2b: الخلايا السرطانية موجودة في 7 أو أكثر من الغدد الليمفاوية المحيطة.

### النقائل (M)
يصف الرقمان 0 و1، مع المجموعات الفرعية حالة النقائل:
- M0: لا يوجد دليل على أي نقائل بعيدة.
- M1a: يوجد انتشار للنقائل إلى جزء آخر من الجسم خارج القولون أو المستقيم أو الغدد الليمفاوية المحيطة.
- M1b: يوجد انتشار للنقائل إلى أكثر من جزء من الجسم بخلاف القولون أو المستقيم أو الغدد الليمفاوية المحيطة.
- M1c: يصل انتشار النقائل حتى السطح البريتواني.

## تصنيف ديوكس
أطلق عالم الأمراض البريطاني كوثبرت دوكس (1890–1977) في عام 1932 نظام تصنيف لسرطان القولون والمستقيم. أُعدّ لاحقًا عدة أشكال مختلفة لتصنيف ديوكس. ومع ذلك، استُبدل هذا التصنيف إلى حد كبير بتصنيفTNM الأكثر تفصيلًا ولم يعد موصى به للاستخدام في الممارسة السريرية.
- ديوكس A: الورم يغزو خلال جدار الأمعاء لكن ليس خارجه.
- ديوكس B: الورم يغزو جدار الأمعاء ويخترق طبقة العضلات ولكن لا يصل إلى الغدد الليمفاوية.
- ديوكس C: يصل الورم إلى الغدد الليمفاوية.
- ديوكس D: انتشار النقائل في الجسم.[6]

### تصنيف أستلر كولر
تعديل من قبل الأمريكيين أستلر وكولر في عام 1954، إذ قسموا المرحلتين B وC
- المرحلة A: يقتصر وجود الورم على الغشاء المخاطي.
- المرحلة B1: يمتد الورم إلى الطبقة العضلية ولكن لا يخترقها، ولا يصل إلى العقد الليمفاوية.
- المرحلة B2: اختراق من خلال البروبريا العضلية ؛ العقد غير متورطة
- المرحلة C1: يمتد الورم إلى الطبقة العضلية ولكن لا يخترقها، مع إصابة العقد الليمفاوية.
- المرحلة C2: يخترق الورم الطبقة العضلية، مع إصابة العقد الليمفاوية.
- المرحلة D: يوجد انتشار نقيلي بعيد.

تقدم المرحلة معلومات قيّمة للتشخيص وعلاج السرطان الموجود.

### تصنيف ديوكس الكامل
أجرى كل من غابرييل وديوكس وبوسي تعديل آخر على تصنيف ديوكس الأصلي في عام 1935. قسّم هذا التصنيف المرحلة الفرعية C. لوحظ أن نظام التدريج هذا وثيق الصلة من الناحية الإنذارية بالسرطان الغدي في المستقيم والقولون. أضاف تورنبول المرحلة D للإشارة إلى وجود الكبد ونقائل أخرى بعيدة.
- المرحلة A: تقتصر على الطبقة العضلية، ولا يوجد إصابة في العقد اللمفاوية.
- المرحلة B: يمتد الورم إلى خارج الطبقة العضلية، ولا يوجد إصابة في العقد اللمفاوية.
- المرحلة C: يوجد إصابة في العقد اللمفاوية ولكن دون إصابة العقدة القمية.
- المرحلة D: يوجد انتشار نقيلي بعيد.